# フォーエバー・マリリン
フォーエバー・マリリンは、スワード・ジョンソンが設計したマリリン・モンローの巨大な像である。この像は、ビリー・ワイルダー監督の映画『七年目の浮気』で撮影された、最も有名なモンローの姿の1つを表現している。2011年に制作されたこの像は、アメリカだけでなく、オーストラリアなどの様々な場所で展示されている。

## デザインと場所
高さ26フィート (7.9 m)、重さ34,000ポンド (15,000 kg)のこの彫刻は、塗装されたステンレス鋼とアルミニウムで作られており、1955年に公開されたビリー・ワイルダー監督の1955年の不倫コメディ映画『七年目の浮気』で、ニューヨークの地下鉄の格子から吹き出す風がマリリン・モンロー演じるキャラクターの白いドレスを持ち上げた瞬間をとらえた象徴的なシーンの超大型の記念像である。
この像は、イリノイ州シカゴのマグニフィセント・マイル地区にあるパイオニア・コートに展示されていたが、2012年にカリフォルニア州パームスプリングスのパーム・キャニオン・ドライブとタクィーツ・キャニオン・ウェイの交差点に移設された。
2014年3月27日に開催された「パームスプリングス・ヴィレッジ・フェスト」でお別れの見送りがあった後、2014年に開催されたスワード・ジョンソンを讚える回顧展の一環として、ニュージャージー州ハミルトンにある42エーカーのグラウンズ・フォー・スカルプチャー（GFS）に移設された。その人気の高さから、この像は回顧展の公式終了後の2015年9月までGFSに展示されていた。
その後、2016年にベンディゴ・アート・ギャラリーのマリリン・モンロー展に関連して、オーストラリアのベンディゴ市にあるロザリンド・パークに展示された。
2018年には、スワード・ジョンソンの作品を讚える大規模な公共芸術展の一環として、コネチカット州スタンフォードのレイサム・パークに展示された。36体の彫刻がダウンタウン・スタンフォードの通りや公園の至る所に設置され、『フォーエバー・マリリン』はこの展示の目玉となった。この像がスタンフォードに設置された際には、第一会衆派教会で下着を見せているように見えたことから苦情が出て、物議を醸した。
2019年9月25日、パームスプリングス市長のロバート・ムーンは、この像をパームスプリングスに戻し、永久に保管することを発表した。2021年2月3日には、長い間ニュージャージー州で解体された状態で保管されていた像が、パームスプリングス美術館のすぐ東側のミュージアム・ウェイに建立され、2021年4月18日に除幕式が行われることが発表された。発表によると、『フォーエバー・マリリン』は最長で3年間パームスプリングスに置かれることになっており、2年後には地域経済への影響を検証し、今後の方針を決定する予定である。2021年6月現在、カリフォルニア州の裁判所では、『フォーエバー・マリリン』の建立を阻止するための訴訟が続いている。
2021年6月20日にパームスプリングズに設置、お披露目された。パームスプリングス美術館の正門に設置されたため2024年に撤去、移設されることとなった。

## 受容
2011年8月と9月に、彫像は3回破壊され、最近では赤いペンキがはねかけられた。シカゴパブリックアーツグループの事務局長によると、「私たちの社会では、性的に表現されたイメージを受け入れる余地はほとんどない（中略）社会契約が機能しないのは、それ自体に政治的な意味や挑発的な意味、性的な意味が込められているからだ」という。
しかし、一般の人々は依然として熱狂的である。「『フォーエバー・マリリン』は2014年4月にハミルトンに戻り、20数人の人々が歓声を上げたり写真を撮ったりする中、トラックに載ってグラウンズ・フォー・スカルプチャーに到着した。州をまたぐ輸送の間、人々は駐車場や高速道路沿いで彫刻の写真を撮り、ソーシャルメディアに投稿した」。
中国の貴港のビジネスセンターの外に展示された後、廃棄された彫刻がゴミ捨て場で撮影されたため、少なくとも1つ実物大の偽造品が作られ、展示されたことが知られている。
2021年に、テレビ番組『グッド・モーニング・ブリテン』でこの像が議論された。モンローの物真似をしているスージー・ケネディが、この像はミソジニー的であるという非難に論駁した。